# Nick Andries
Nicholas „Nick“ Andries (* 19. November 1990) ist ein US-amerikanischer Automobilrennfahrer.

## Karriere
Andries begann seine Motorsportkarriere 2003 im Kartsport, in dem er bis 2008 aktiv blieb. Unter anderem gewann er 2007 die TAG-WKA Florida Championship Series. 2010 wechselte Andries in den Formelsport. Er startete in der Skip Barber National Championship und gewann ein Rennen. Am Saisonende lag er auf dem sechsten Platz in der Meisterschaft. Darüber hinaus stieg er zur Saisonmitte für Andersen Racing in die Star Mazda Series ein. Mit einem sechsten Platz als beste Platzierung schloss er die Saison auf dem 15. Rang ab. 2011 wechselte Andries innerhalb der Star Mazda Series zum Team Pelfrey. Mit vier zweiten und drei dritten Plätzen stand er siebenmal auf dem Podium und war damit der Fahrer mit den meisten Podest-Platzierungen. Am Saisonende lag er auf dem dritten Rang. Mit 385 zu 401 Punkten unterlag er seinem Teamkollegen Connor De Phillippi, der Vizemeister wurde.
2012 nahm Andries an einem Rennen der Indy Lights für Bryan Herta Autosport teil. Weitere Renneinsätze absolvierte er in dieser Saison nicht.

## Karrierestationen
- 2003–2008: Kartsport
- 2010: Skip Barber National Championship (Platz 6)
- 2010: Star Mazda Series (Platz 15)
- 2011: Star Mazda Series (Platz 3)
- 2012: Indy Lights (Platz 26)